# Mayville (Wisconsin)
Mayville is een plaats (city) in de Amerikaanse staat Wisconsin, en valt bestuurlijk gezien onder Dodge County.

## Demografie
Bij de volkstelling in 2000 werd het aantal inwoners vastgesteld op 4902. In 2006 is het aantal inwoners door het United States Census Bureau geschat op 5367, een stijging van 465 (9,5%).

## Geografie
Volgens het United States Census Bureau beslaat de plaats een oppervlakte van 8,1 km², geheel bestaande uit land.
Mayville ligt aan de Rock River, een zijrivier van de Mississippi met een lengte van naar schatting 459 kilometer.

## Plaatsen in de nabije omgeving
De onderstaande figuur toont nabijgelegen plaatsen in een straal van 16 km rond Mayville.